# 10346 Triathlon
10346 Triathlon este un asteroid din centura principală, descoperit pe 2 aprilie 1992, de Carolyn Shoemaker și David Levy.